# Ottawa RedBlacks

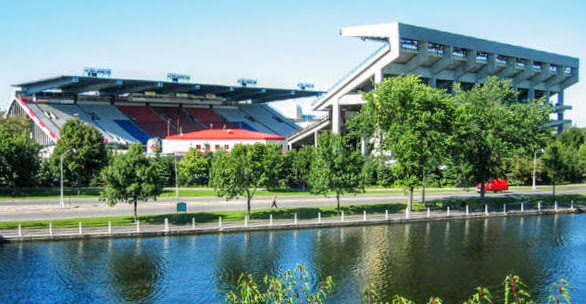
Das TD Place Stadium vor dem Umbau

Die Ottawa RedBlacks oder auf französisch Le Rouge et Noir d'Ottawa sind ein Canadian-Football-Team aus Ottawa in der kanadischen Provinz Ontario. Der Club wurde 2010 gegründet und spielt seit 2014 in der Canadian Football League in der East Division. Ihre Heimspiele bestreiten die Ottawa RedBlacks im TD Place Stadium, das 24.000 Zuschauern Platz bietet.

## Vereinsfarben
Die Grundfarbe des Helms ist schwarz mit einem weißen R umrahmt mit einem roten Kreis. Die Vereinsfarben sind rot, weiß und schwarz.

## Erfolge
2015 gewann man die Meisterschaft der East Division, im Grey Cup verlor man gegen die Edmonton Eskimos mit 20-26. In der Saison darauf sicherte man sich ebenfalls den Titel in der East Division und gewann anschließend im 104. Grey Cup auf dem BMO Field in Toronto gegen die Calgary Stampeders mit 39-33 den ersten Meistertitel seit Gründung des Teams 2010.

## Team

### Legende
| DL Down linemen  | G Guard        | DB Defensive back   | LB Linebacker |
| QB Quarterback   | T Tackle       | DT Defensive tackle | K Kicker      |
| FB Fullback      | S Safety       | DE Defensive end    | P Punter      |
| WR Wide receiver | CB Corner back | LS Long-Snapper     |               |

## Gesperrte Nummern
Insgesamt werden bei den Ottawa Redblacks 10 Trikotnummern nicht mehr vergeben, welche alle durch das ehemalige CFL-Franchise Ottawa Rough Riders gesperrt wurden.
| Nr. | Spieler          | Pos.    | Jahre im Franchise   |
| --- | ---------------- | ------- | -------------------- |
| 11  | Ron Stewart      | RB      | 1958–1970            |
| 12  | Russ Jackson     | QB      | 1958–1969            |
| 26  | Whit Tucker      | WR      | 1962–1970            |
| 40  | Bruno Bitkoswski | C/DE    | 1951–1962            |
| 60  | Jim Coode        | OT      | 1974–1980            |
| 62  | Moc Racine       | OT/K    | 1958–1974            |
| 70  | Bobby Simpson    | FW/E/DB | 1950–1962            |
| 71  | Gerry Organ      | K/P/WR  | 1971–1983            |
| 72  | Tony Golab       | FW/HB   | 1939–1941; 1945–1950 |
| 77  | Tony Gabriel     | TE      | 1975–1981            |

## Titel
Grey-Cup: 1 - (2016)
East-Division (Regular Season): 2 - (2015, 2016)
East-Division Championships: 2 - (2015, 2016)